# Monumento nacional de la Torre del Diablo
El monumento nacional de la Torre del Diablo (en inglés: Devils Tower) de los Estados Unidos (en lakota: Mato Tipila, que significa «Aposento del Oso») es una intrusión ígnea monolítica o cuello volcánico situado en Colinas Negras, cerca de Hulett y Sundance en el condado de Crook, al noreste de Wyoming, sobre el río Belle Fourche. Se eleva de manera espectacular 386 m por encima del terreno circundante y su cumbre se encuentra a 1558 m por encima del nivel del mar. Está formada por columnas fonolitas.

## Historia humana

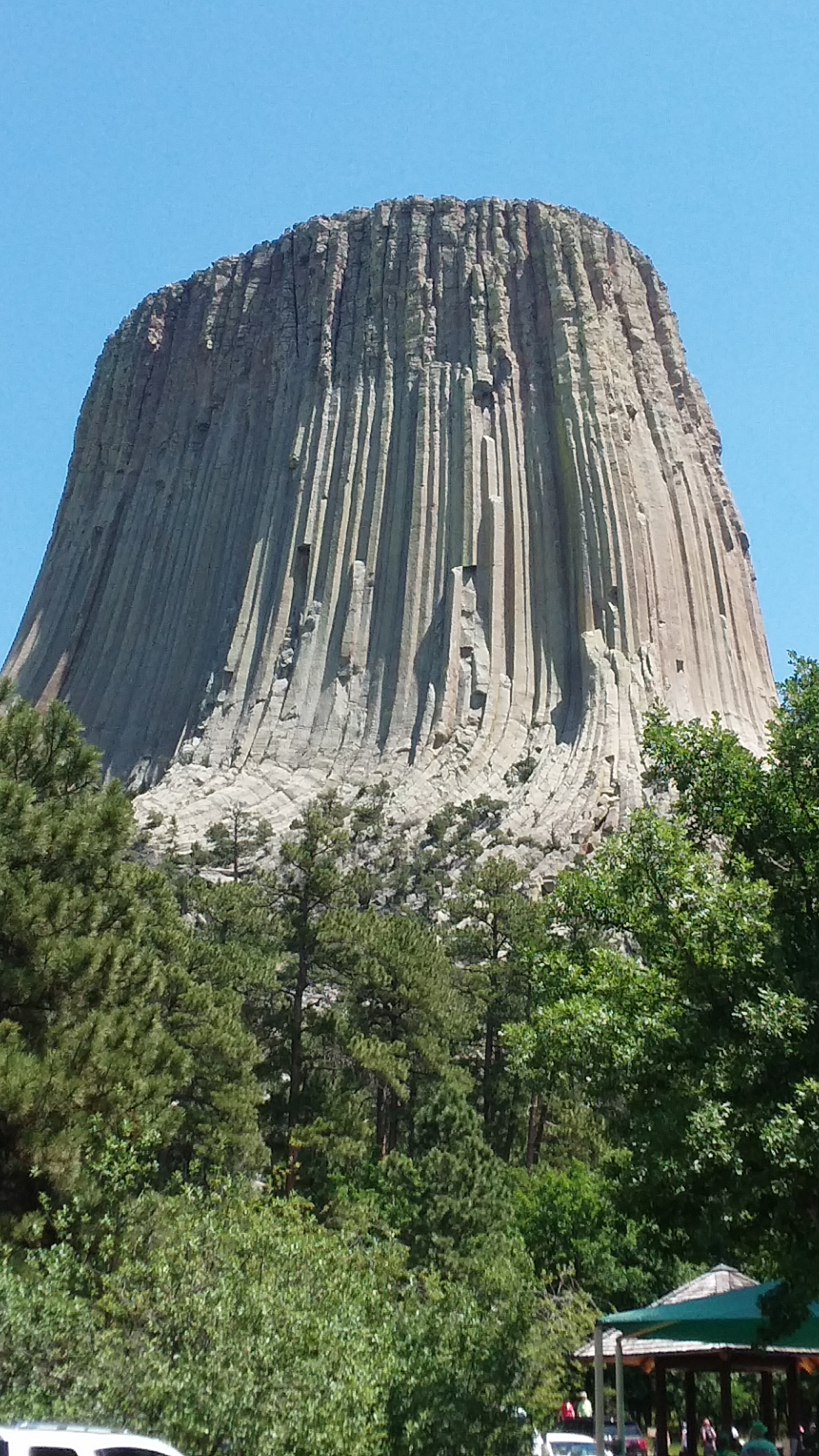
Detalle de la Torre del Diablo, donde se aprecian las columnas de su pared.

Es posible que los tramperos de pieles hayan visitado la Torre del Diablo, pero no dejaron ninguna prueba escrita de ello. Los primeros visitantes no indígenas documentados fueron los miembros de la expedición del capitán William F. Raynolds a Yellowstone en 1859 (expedición Raynolds). Dieciséis años después, el coronel Richard I. Dodge escoltó a un grupo de reconocimiento científico de la Oficina de Asuntos Indígenas hasta la enorme formación rocosa y acuñó el nombre de Torre del Diablo. Reconociendo sus características únicas, el Congreso de los Estados Unidos designó la zona como reserva forestal estadounidense en 1892 y el 24 de septiembre de 1906, el presidente Theodore Roosevelt declaró la Torre del Diablo como primer monumento nacional en el país.  Los límites del monumento abarcan un área de 5,45 km².
La primera ascensión conocida de la roca la realizaron en el año 1893 William Rogers y Willard Ripley, rancheros de la vecindad. Encontraron una estrecha grieta vertical que se abría en la pared desde el suelo hasta la cumbre y durante meses clavaron en las dos paredes opuestas de la grieta tacos de madera, uniendo estos tacos con maderos horizontalmente, consiguiendo así fabricar una escalera. Al celebrarse el 4 de julio de 1893 la fiesta de la independencia, escalaron, ante las familias de los rancheros de la vecindad congregadas para contemplar este espectáculo, por la escalera que habían construido, llegando a coronar la cumbre. La escalera pudo ser utilizada hasta 1927 y aún hoy se pueden contemplar restos de ella.
Actualmente cerca del 1% anual de sus 400.000 visitantes escalan el monumento de Devils Tower, en su mayoría a través de las técnicas tradicionales de escalada. Es de destacar que dicho monumento es conocido también gracias a la película Encuentros en la tercera fase, (Encuentros Cercanos del Tercer Tipo), por ser el punto de encuentro con los extraterrestres en dicho film.

### La leyenda de la Torre del Diablo
De acuerdo con las tribus americanas nativas de los kiowa y los sioux lakhota, algunas chicas salieron a jugar y fueron vistas por varios osos gigantes, que comenzaron a perseguirlas. En un esfuerzo por escapar de los osos, las chicas se subieron encima de una roca, se pusieron de rodillas y oraron al Gran Espíritu para que las salvase. Al escuchar sus oraciones, el Gran Espíritu hizo subir la roca de la tierra hacia el cielo para que los osos no pudieran alcanzar a las chicas. Los osos, en su intento de escalar la roca, que se había vuelto demasiado empinada para subir, dejaron profundas marcas de garras en los laterales. Cuando las niñas llegaron al cielo, se convirtieron en el cúmulo estelar abierto llamado las Pléyades dentro de la constelación de Tauro.
En la película Encuentros en la tercera fase (Encuentros cercanos del tercer tipo) (Close Encounters of the Third Kind) (1977), Steven Spielberg centra el encuentro de los extraterrestres con los humanos en esta montaña.

## Historia geológica
El paisaje que rodea a la Torre del Diablo se compone principalmente de rocas sedimentarias. Las rocas más antiguas visibles en el Monumento Nacional se encontraban en un mar poco profundo durante el período Triásico medio o tardío, hace 225 a 195 millones de años. Esta piedra arenisca roja oscura y limolita granate, intercalada con pizarra, se puede ver a lo largo del río Belle Fourche. La oxidación de minerales de hierro causa el enrojecimiento de las rocas. Esta capa de roca se conoce como la Formación Spearfish.
Sobre la formación Spearfish hay una delgada banda de yeso, llamada Formación Gypsum Springs. Esta capa de yeso se depositó durante el período Jurásico, hace 195 a 136 millones de años.
Creados a medida que los niveles del mar y los climas cambiaban repetidamente, las lutitas grisáceas (depositadas en ambientes con poco oxígeno como las marismas) se intercalaban con areniscas de grano fino, calizas y, a veces, lechos finos de arcilla roja. 
Durante la época del Paleoceno, hace 56 a 66 millones de años, las Montañas Rocosas y las Colinas Negras se elevaron. El magma ascendió a través de la corteza e intruyó las capas de rocas sedimentarias existentes.
El material ígneo que forma la Torre es un pórfido fonolítico intruido hace unos 40,5 millones de años, en el Eoceno, A medida que el magma se enfriaba y disminuía su volumen, se formaron las grietas en ángulos predominantes de 120 grados, formando las columnas hexagonales (a veces de 4, 5 y 7 lados), cada una de unos 180 cm de diámetro.
La masa de roca ígnea, ya cristalizada, no se manifestó en el paisaje hasta que se erosionaron las rocas sedimentarias que la cubrían y rodeaban. A medida que los elementos erosionaron las areniscas y las lutitas más blandas, la roca ígnea, más resistente, resistió en mayor medida a las fuerzas de erosión. Como resultado, las columnas grises de la Torre del Diablo comenzaron a aparecer como una masa aislada resaltando en el paisaje.

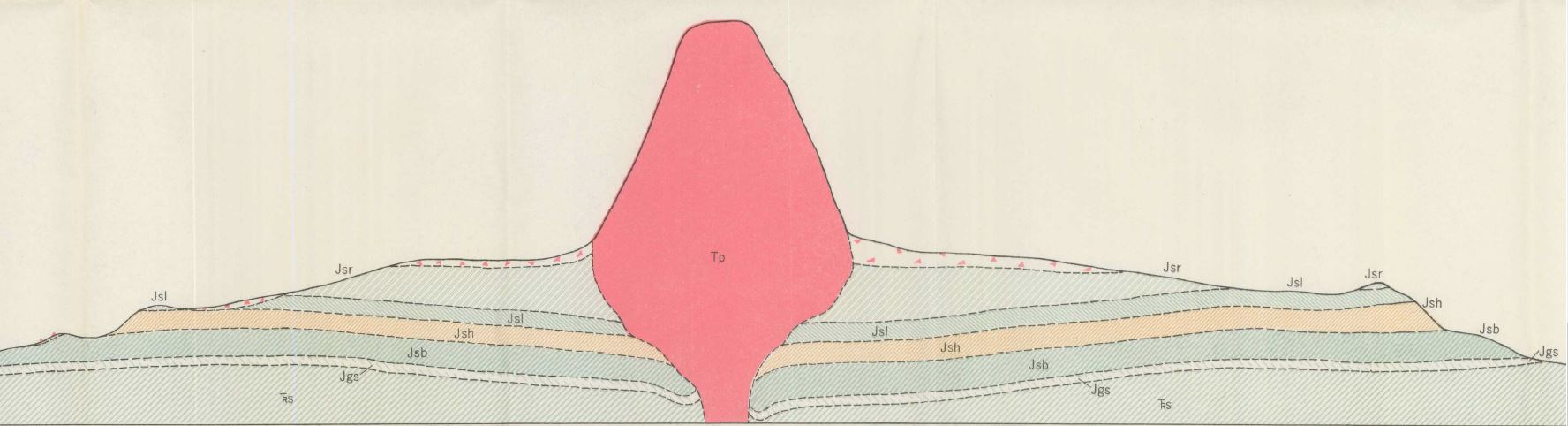
Sección geológica
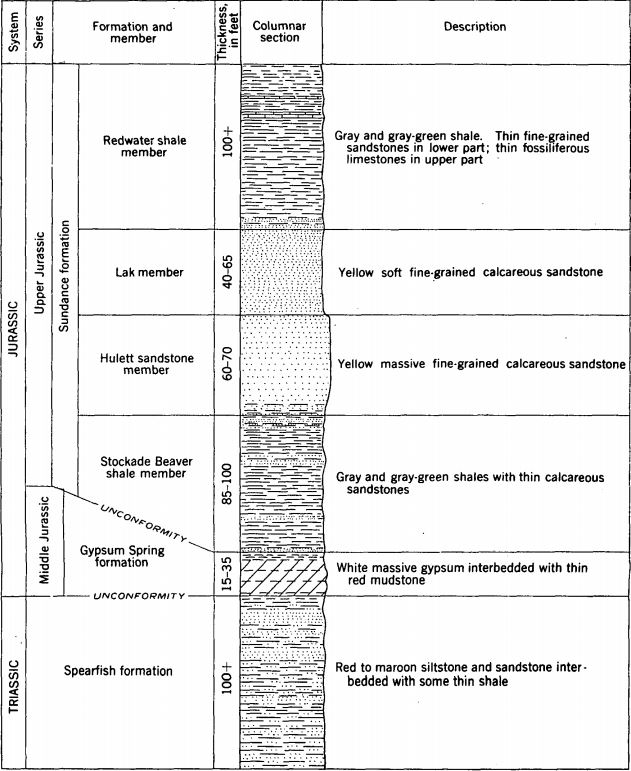
Columna estratigrafica
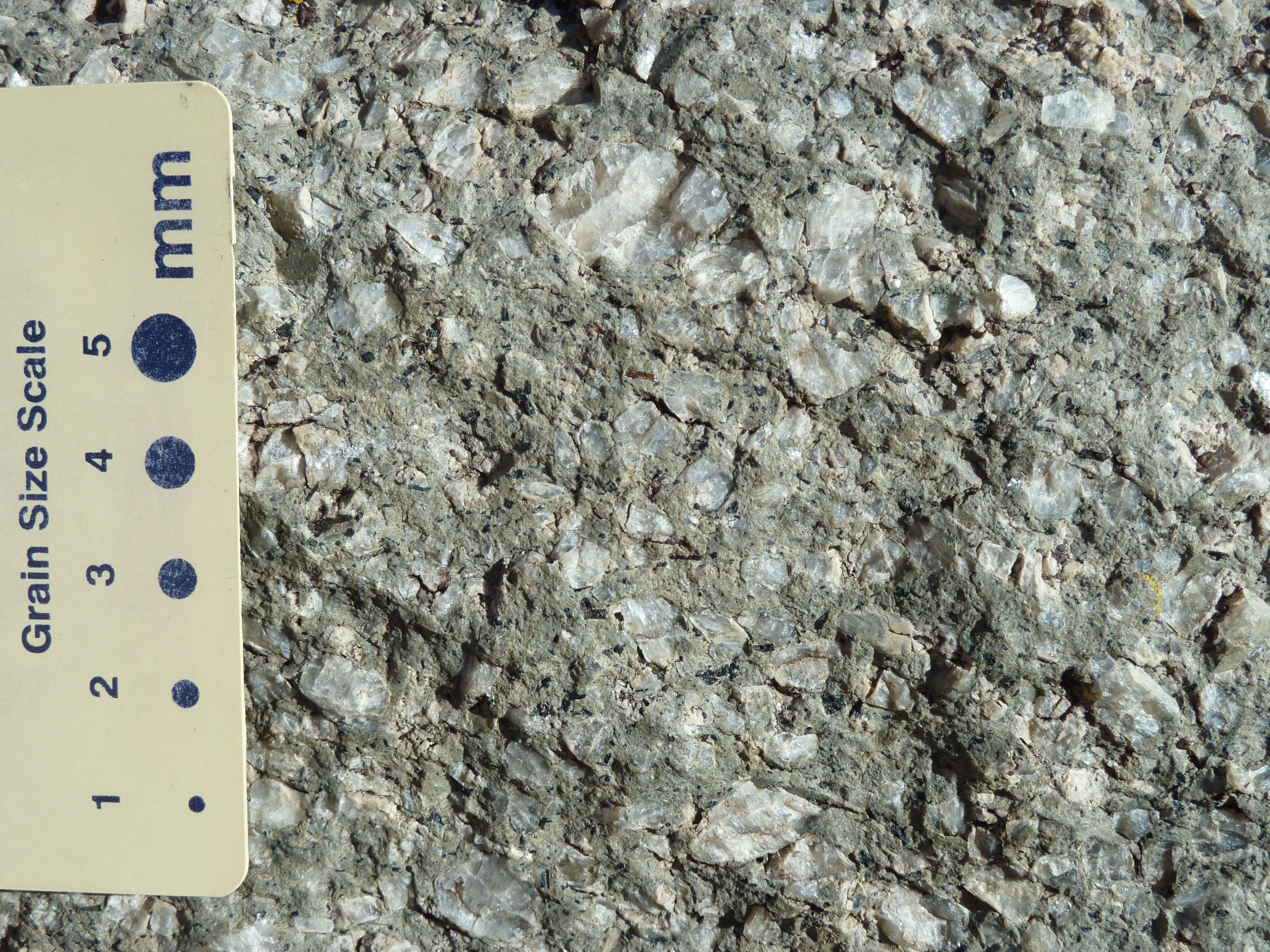
La Devils Tower está compuesta por un fonolita porfírica
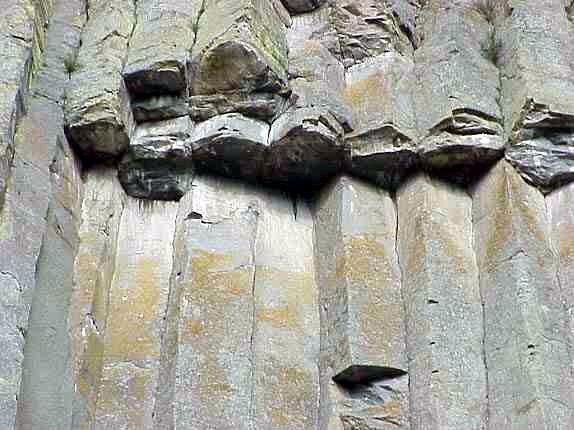
Vista cercana de las columnas

## Escalada
En los últimos años, la escalada a la Torre del Diablo ha aumentado en popularidad. El primer ascenso conocido por cualquier método ocurrió el 4 de julio de 1893, y está acreditado por William Rogers y Willard Ripley, rancheros locales en el área. Completaron este primer ascenso después de construir una escalera de clavijas de madera clavadas en grietas en la pared rocosa. Algunas de estas clavijas de madera todavía están intactas y son visibles en la montaña cuando se camina por el sendero de la Torre. Durante los siguientes treinta años, muchas escaladas se realizaron con este método antes de que la escalera cayera en mal estado. El hombre más famoso por escalar la torre es Fritz Wiessner, que llegó a la cumbre con William P. House y Lawrence Coveney en 1937. Esta fue la primera ascensión con técnicas modernas de escalada. Wiessner condujo toda la escalada libre, colocando solo una pieza única de equipo fijo, un pitón, que más tarde lamentó, por considerarlo innecesario.
En 1941, George Hopkins se lanzó en paracaídas sobre el Devils Tower sin permiso como un truco publicitario resultante de una apuesta. Hopkins tenía la intención de descender por una cuerda de 300 metros que lanzaron sobre él después de aterrizar con éxito en la cumbre; pero el paquete que contenía la cuerda, un martillo y un eje de coche que debía clavar en la roca como punto de anclaje, se cayó rodando por el borde de la montaña. A consecuencia de ello, Hopkins estuvo atrapado en la roca durante seis días, expuesto al frío, la lluvia y vientos de 80 km/h antes de que un equipo de rescate de montaña liderado por Jack Durrance, que había escalado la roca en 1938, finalmente lo alcanzara y lo bajase. Su atrapamiento y posterior rescate fueron ampliamente cubiertos por los medios de comunicación de la época.
Hoy en día, cientos de escaladores ascienden por las escarpadas paredes rocosas de Devil's Tower cada verano.

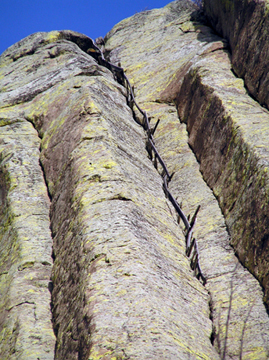
Vieja escalera en la Devil's Tower
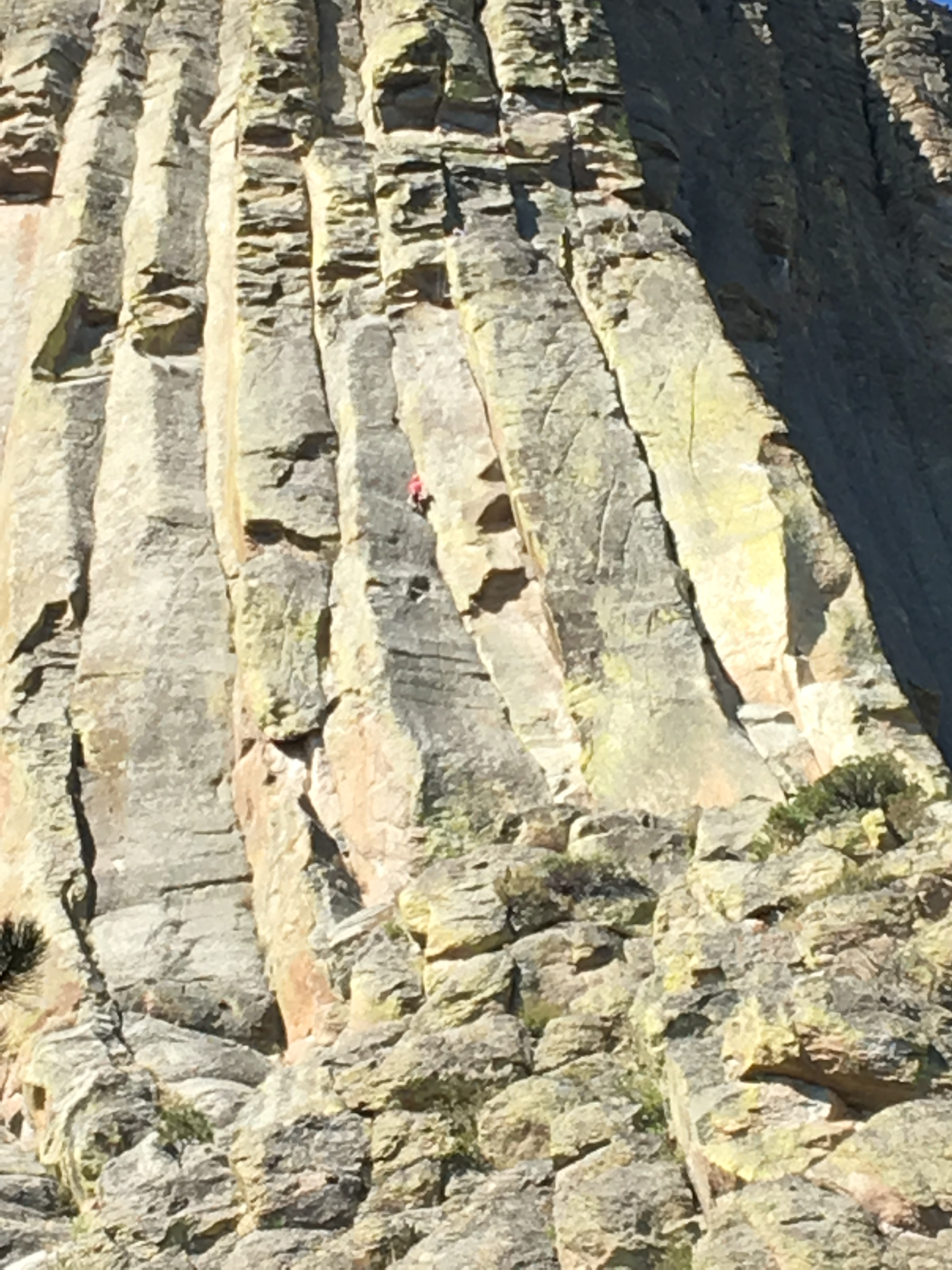
Escalador en la torre
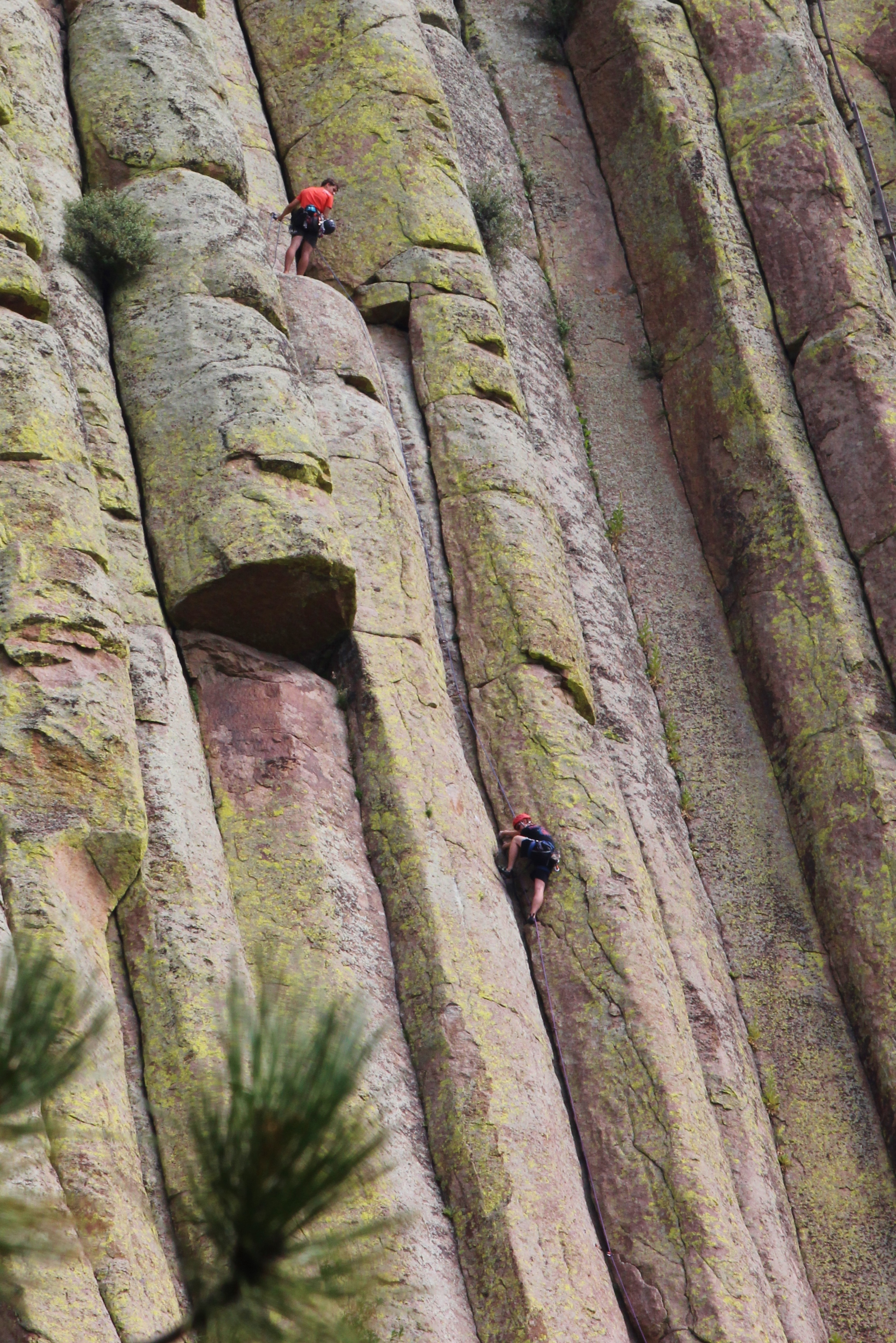
Escaladores en la torre
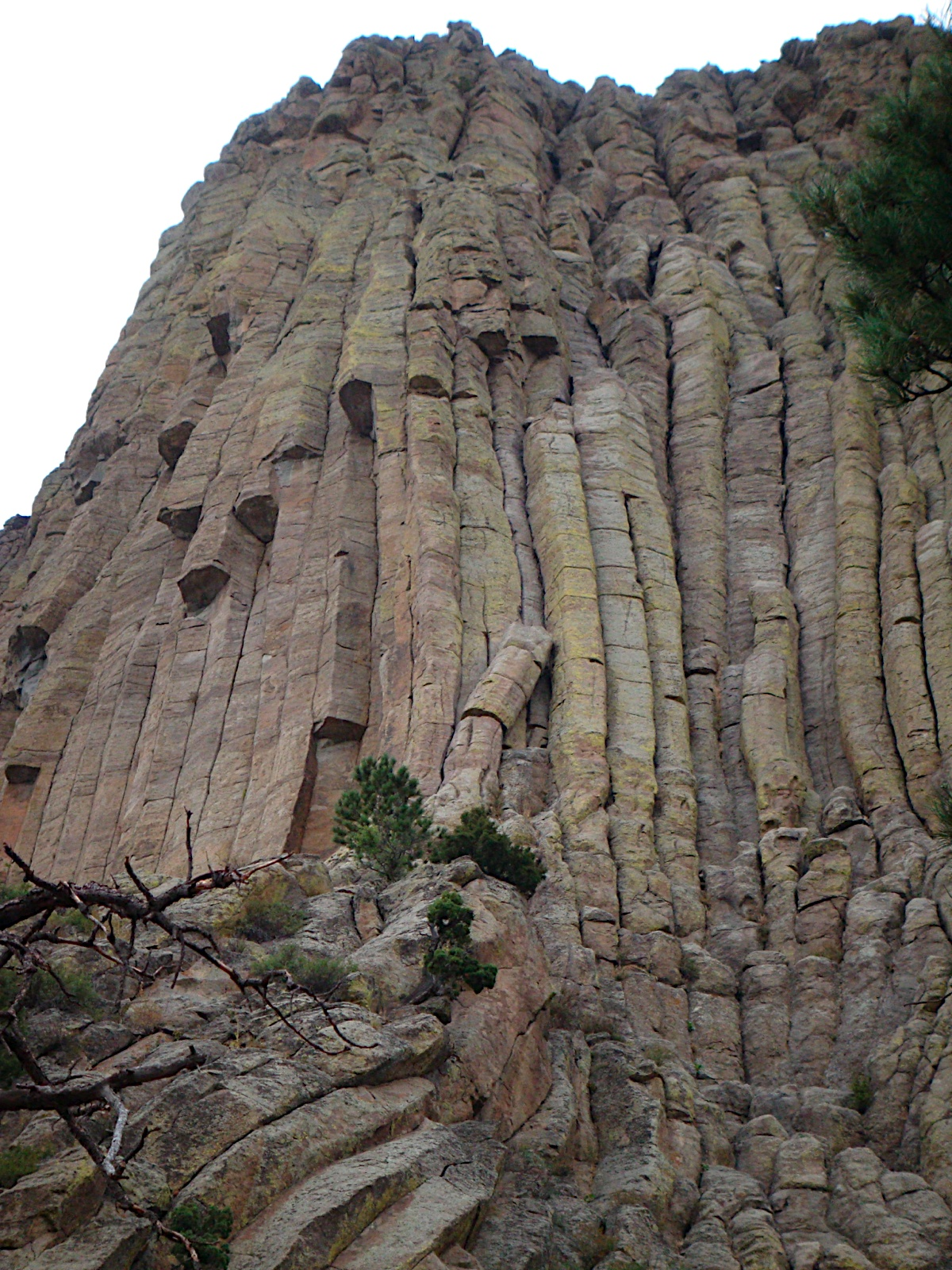
Ruta Durrance
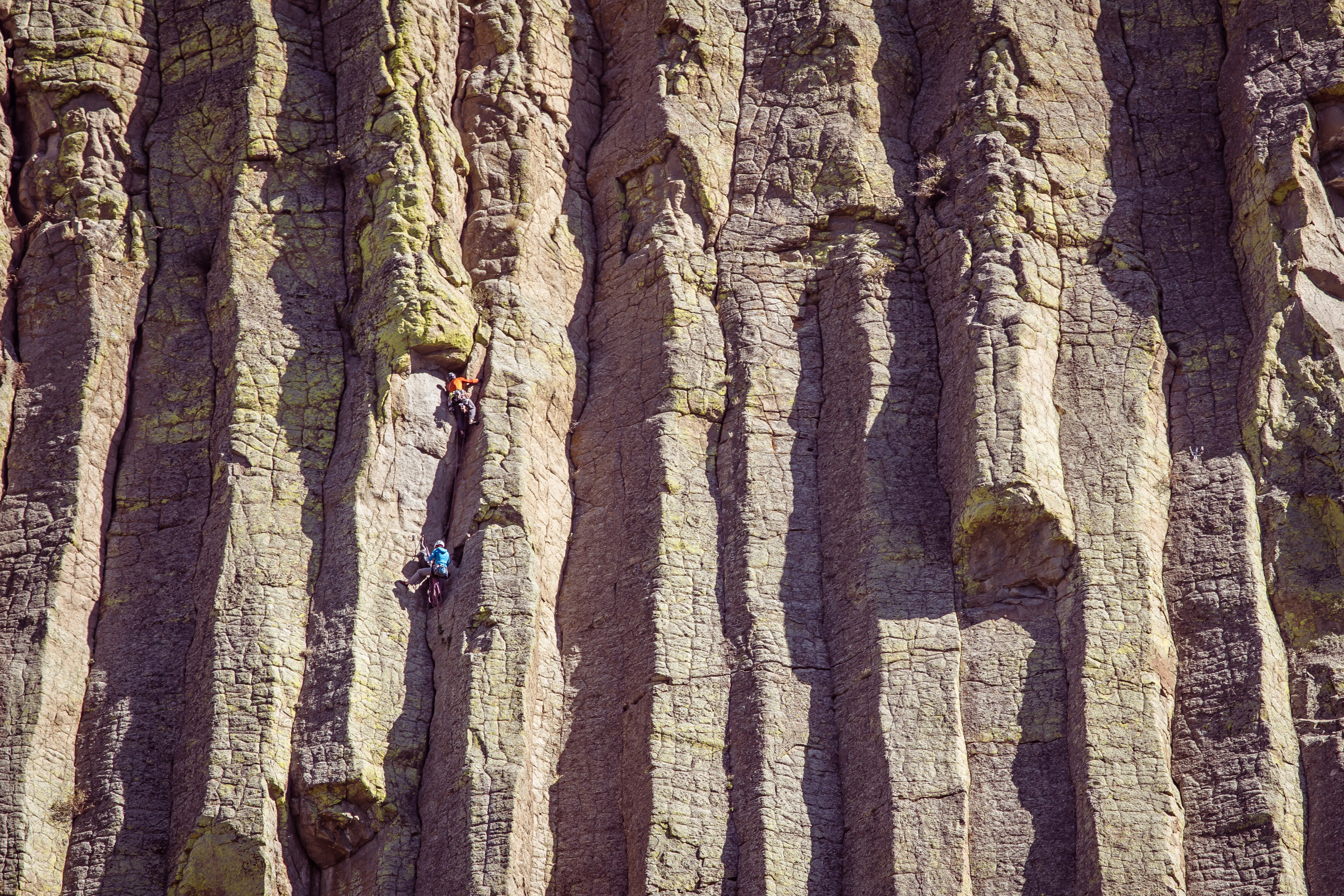
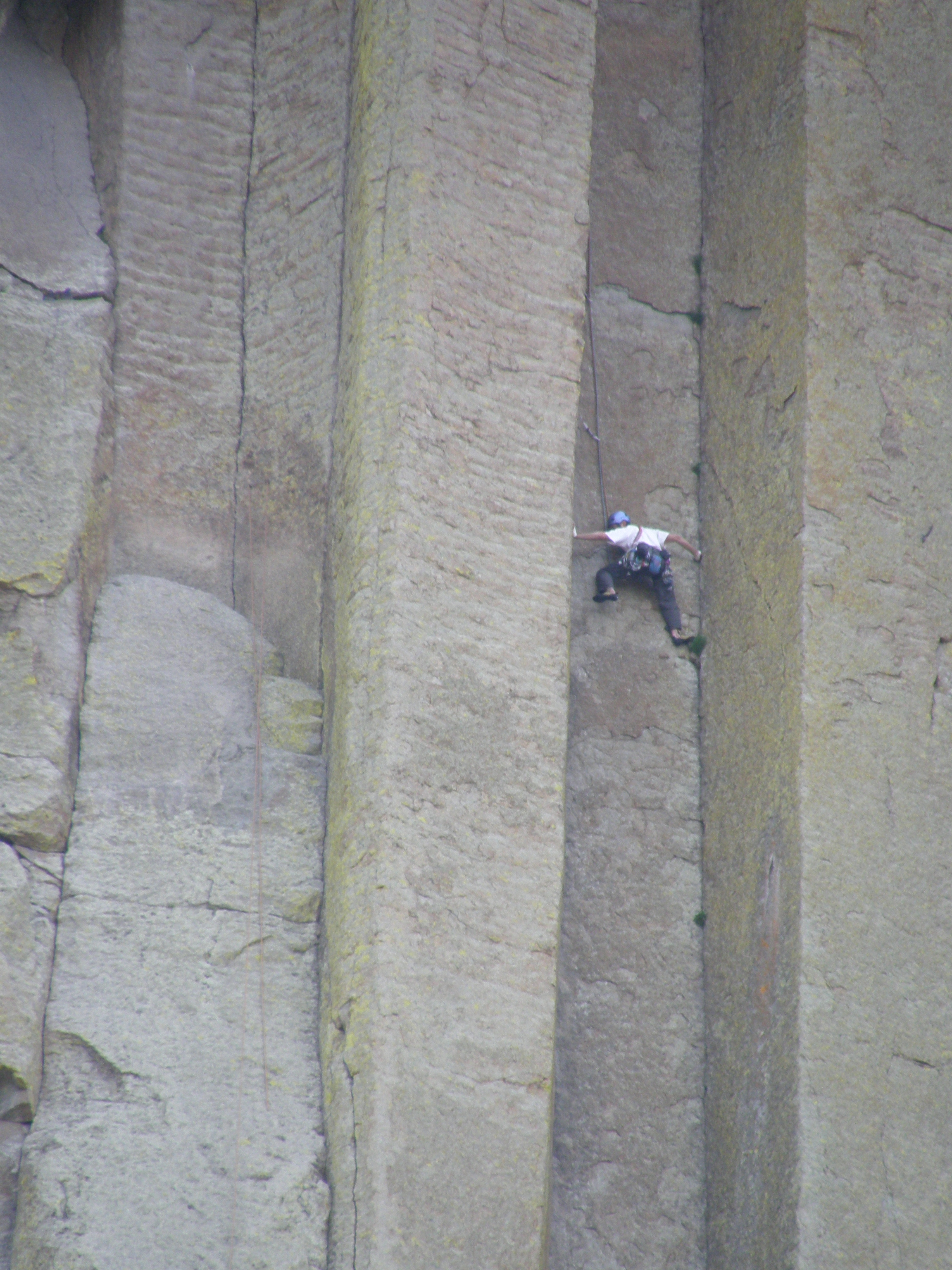
Escaladores en la torre